# Croce di Minden
La Croce di Minden (in tedesco Mindener Kreuz) è un crocifisso in bronzo risalente al 1070 circa, conservato nel tesoro del duomo di Minden.

## Storia
Gli studi ritengono che la croce sia stata realizzata in un'officina a Helmarshausen intorno al 1070, oppure ai primi del XII secolo secondo altre ricerche. Ruggero di Helmarshausen è stato proposto come il suo possibile creatore, che potrebbe essersi ispirato alla Croce di Gerone nel duomo di Colonia. Il contesto della sua creazione fu probabilmente la consacrazione della nuova cattedrale, avvenuta nel 1072.
L'originale della Croce di Minden è oggi nel tesoro della cattedrale di Minden e una sua copia è appesa sull'altare maggiore della cattedrale, luogo dove è sempre stato conservato.

## Descrizione e stile
Il corpo è interamente in bronzo ed è alto 1,05 m. È stato fuso da un totale di sei parti ed era originariamente placcato in oro. Il perizoma è composto da una miscela di rame, argento, piombo e borace, finito a niello. I bulbi oculari sono realizzati interamente in argento.
L'iconografia del Cristo crocifisso presenta alcune singolari caratteristiche: non presenta la ferita al costato, come è altrimenti comune nelle raffigurazioni di Gesù, e i piedi sono uno accanto all'altro, dando l'impressione che Gesù stia disteso e non stante. Questa impressione è ulteriormente supportata dalla mancanza della corona di spine. Il suppedaneo è un drago, simbolo del male sconfitto dalla morte di Gesù. 
Sul braccio orizzontale della croce è presente la seguente iscrizione:
(Croce di Minden, iscrizione.)

## Altre immagini

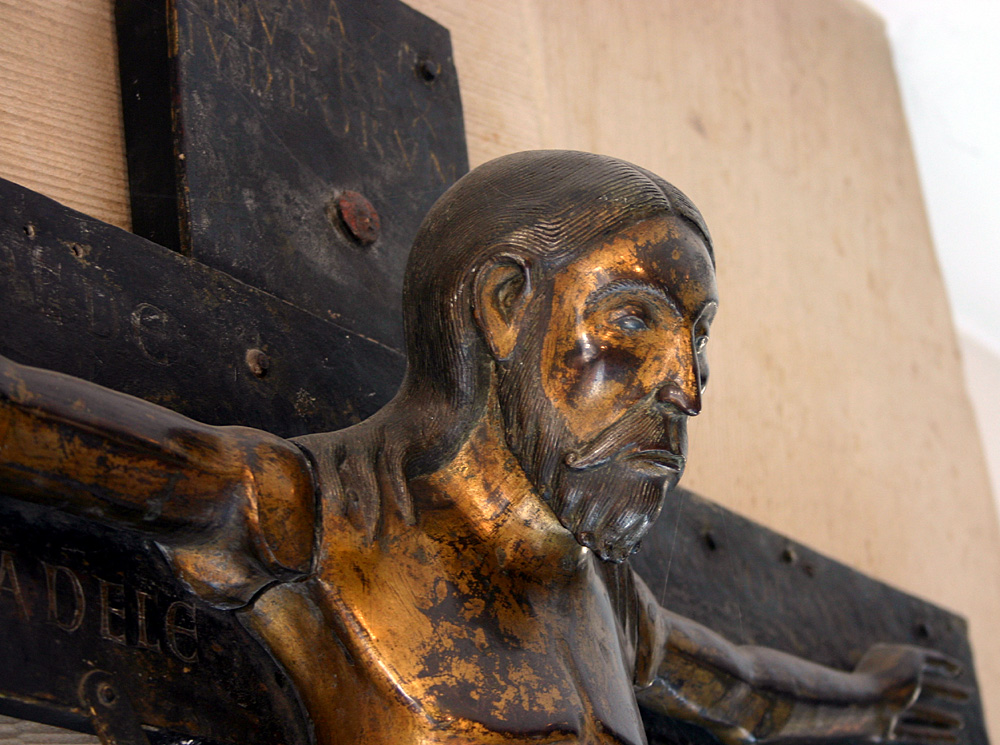
Dettaglio del volto
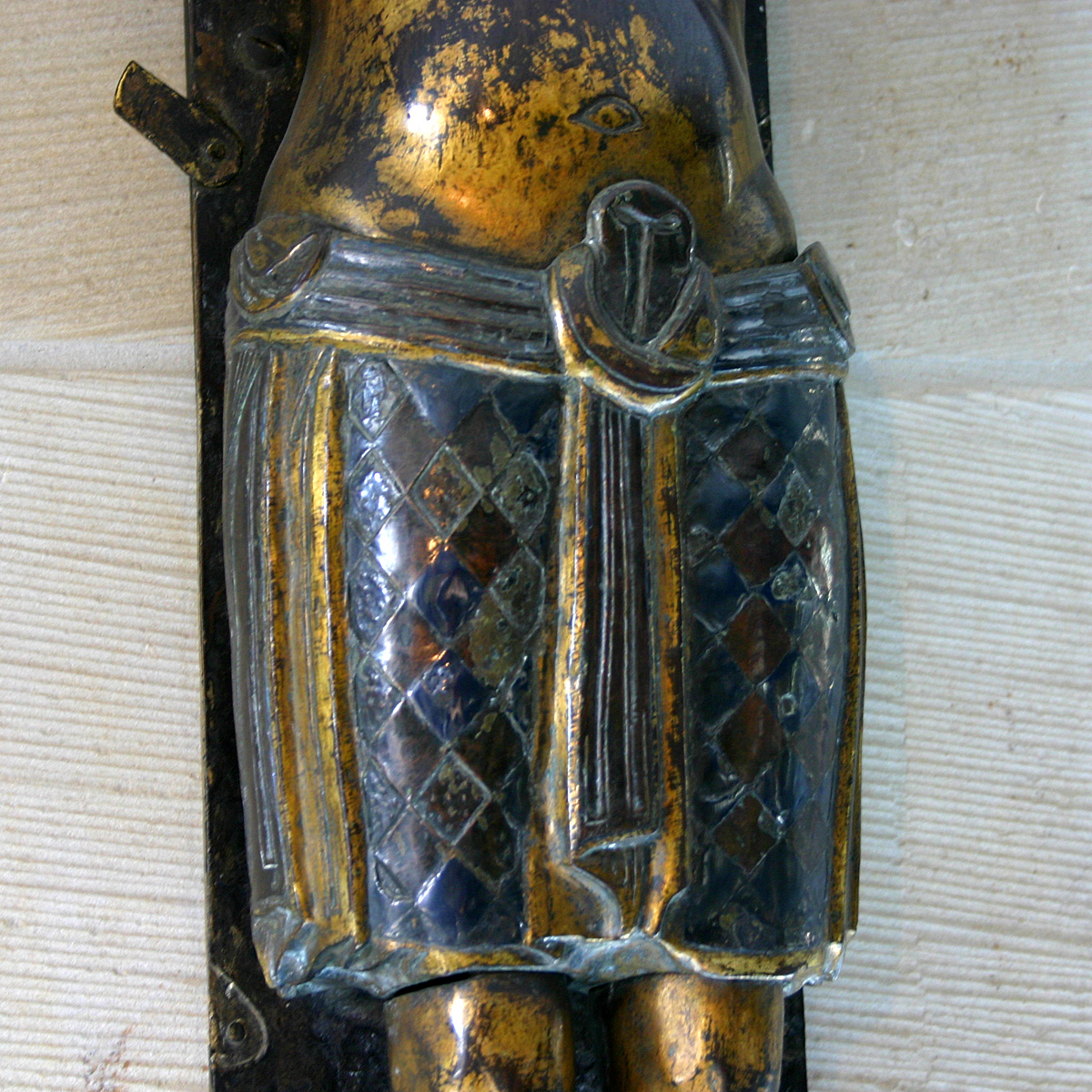
Dettaglio del perizoma